# Lista gatunków z rodzaju goryczka
Lista gatunków z rodzaju goryczka (Gentiana L.) – lista gatunków rodzaju roślin należącego do rodziny goryczkowatych (Gentianaceae). Według The Plant List w obrębie tego rodzaju znajduje się co najmniej 359 gatunków o nazwach zweryfikowanych i zaakceptowanych, podczas gdy aż 323 taksony mają status gatunków niepewnych (niezweryfikowanych).
Lista gatunków

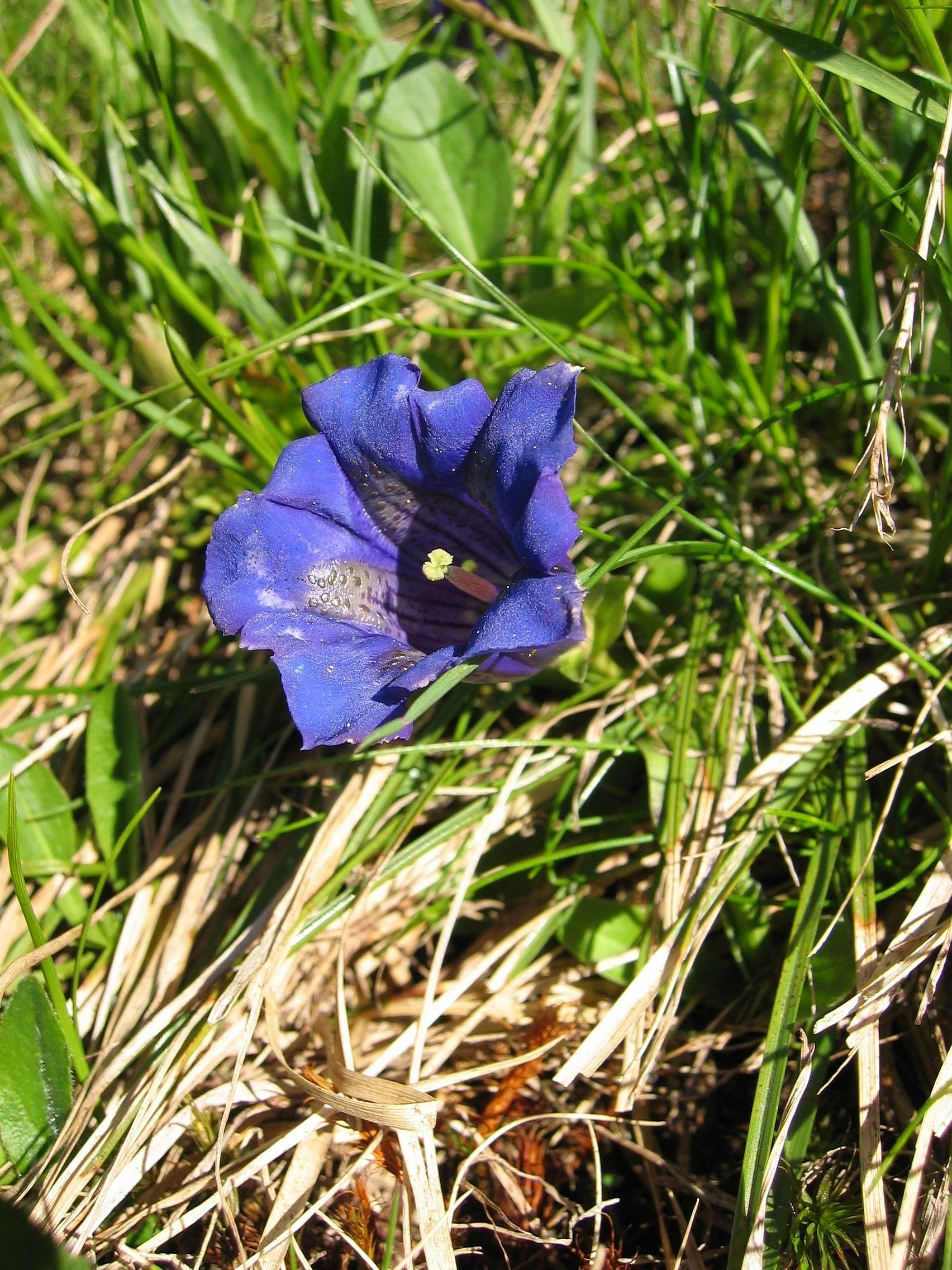
Gentiana acaulis

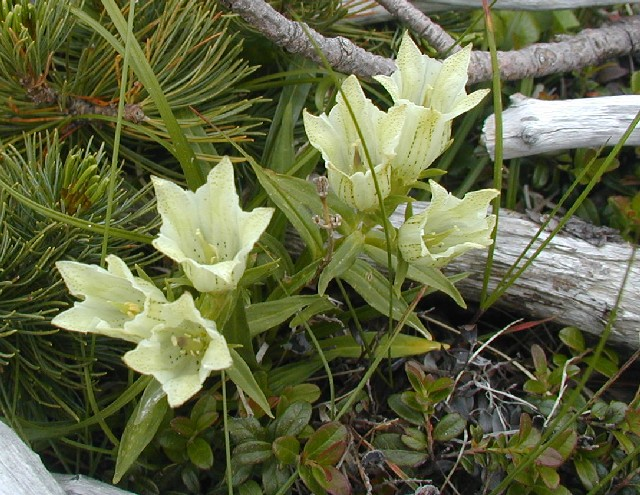
Gentiana algida

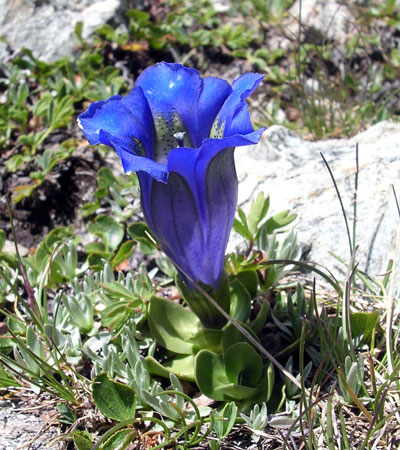
Gentiana alpina

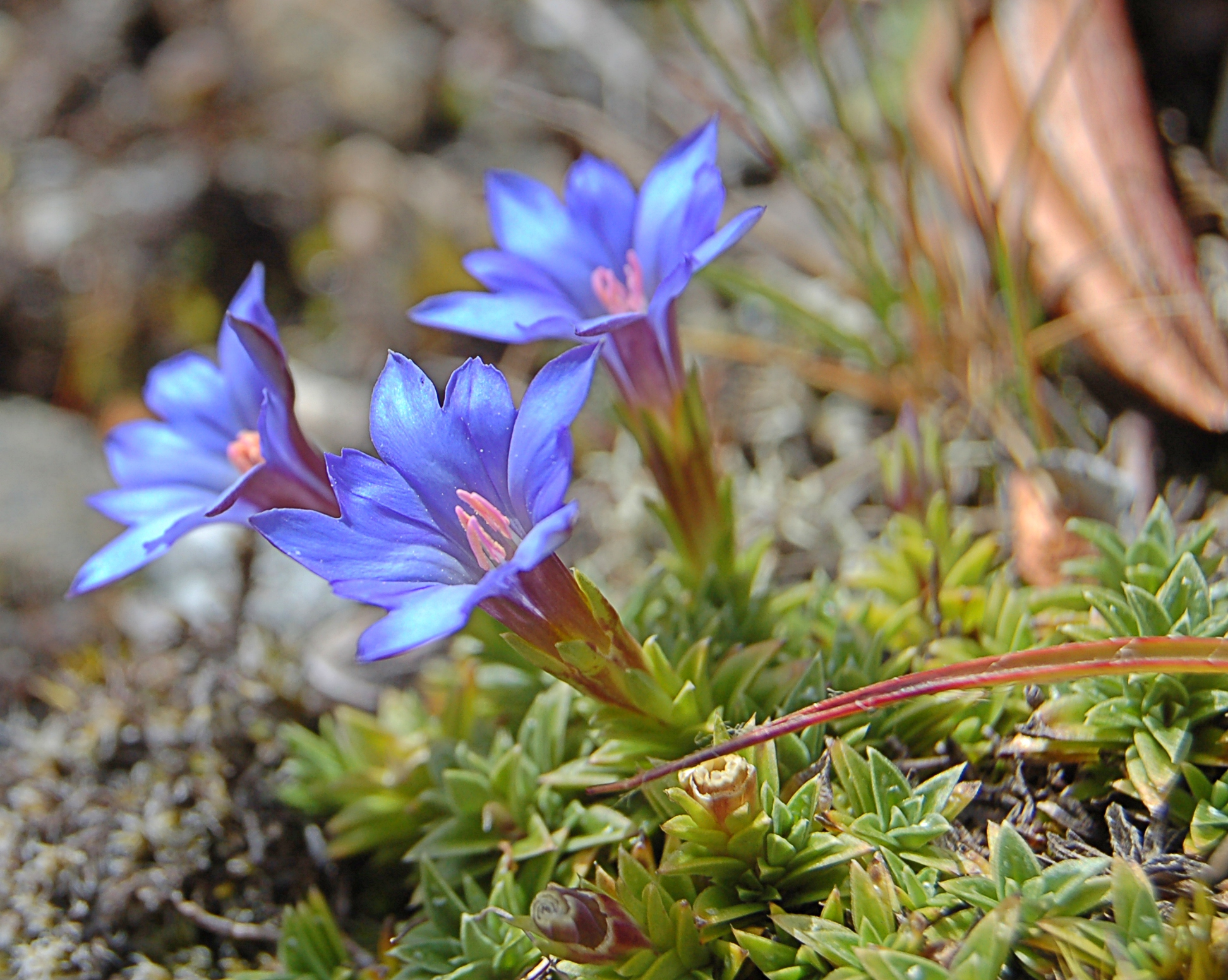
Gentiana arisanensis

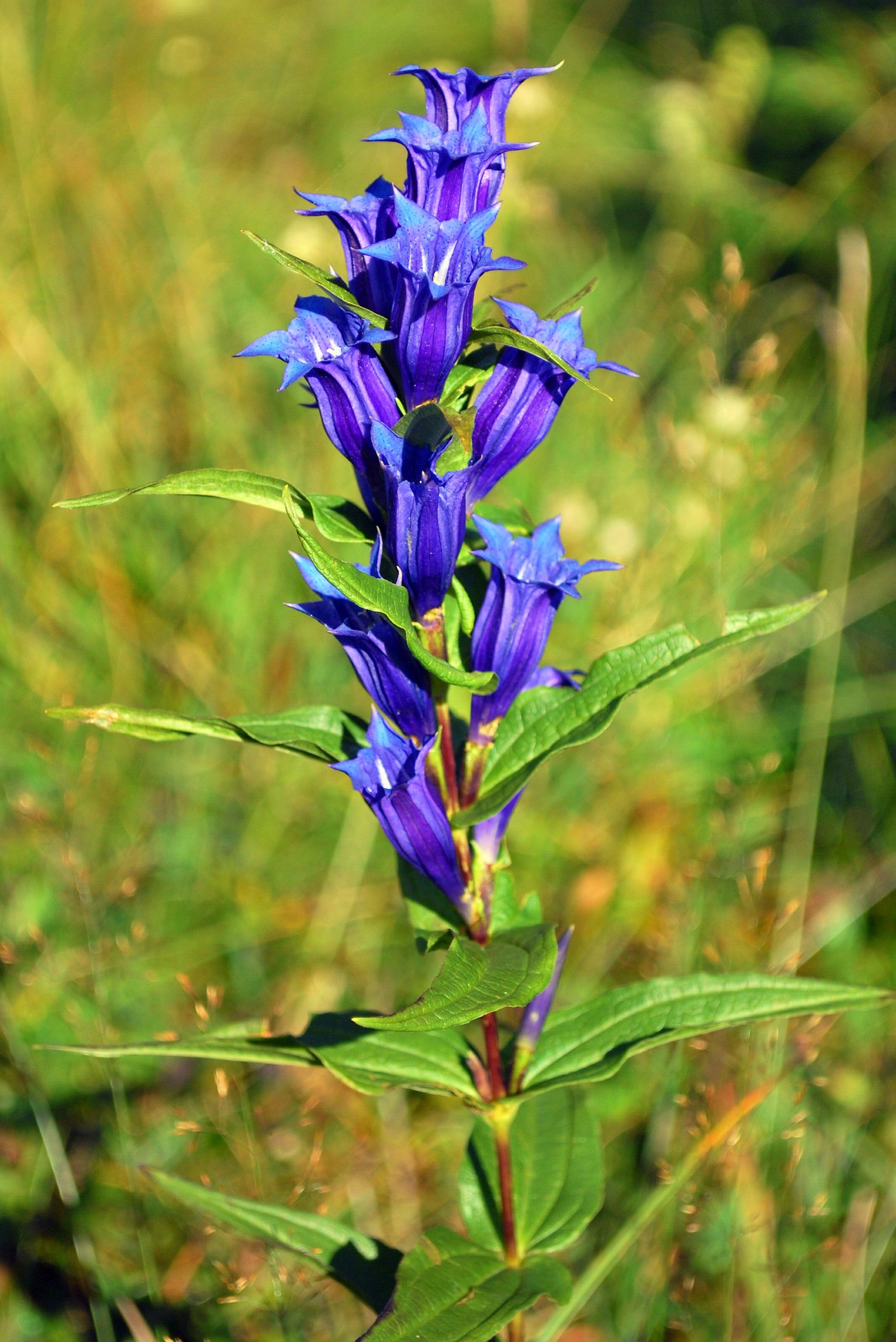
Gentiana asclepiadea

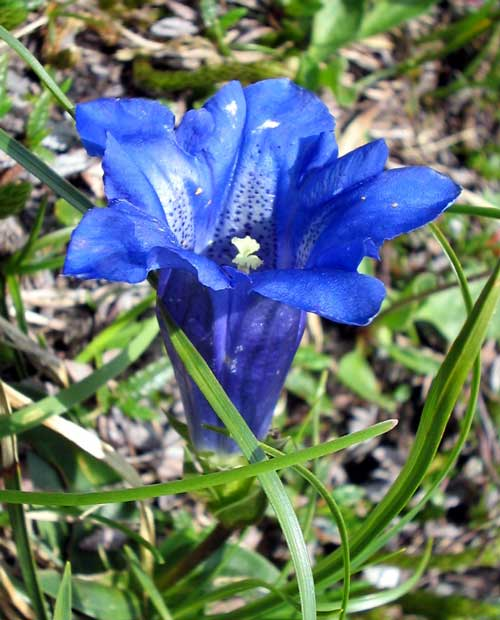
Gentiana clusii

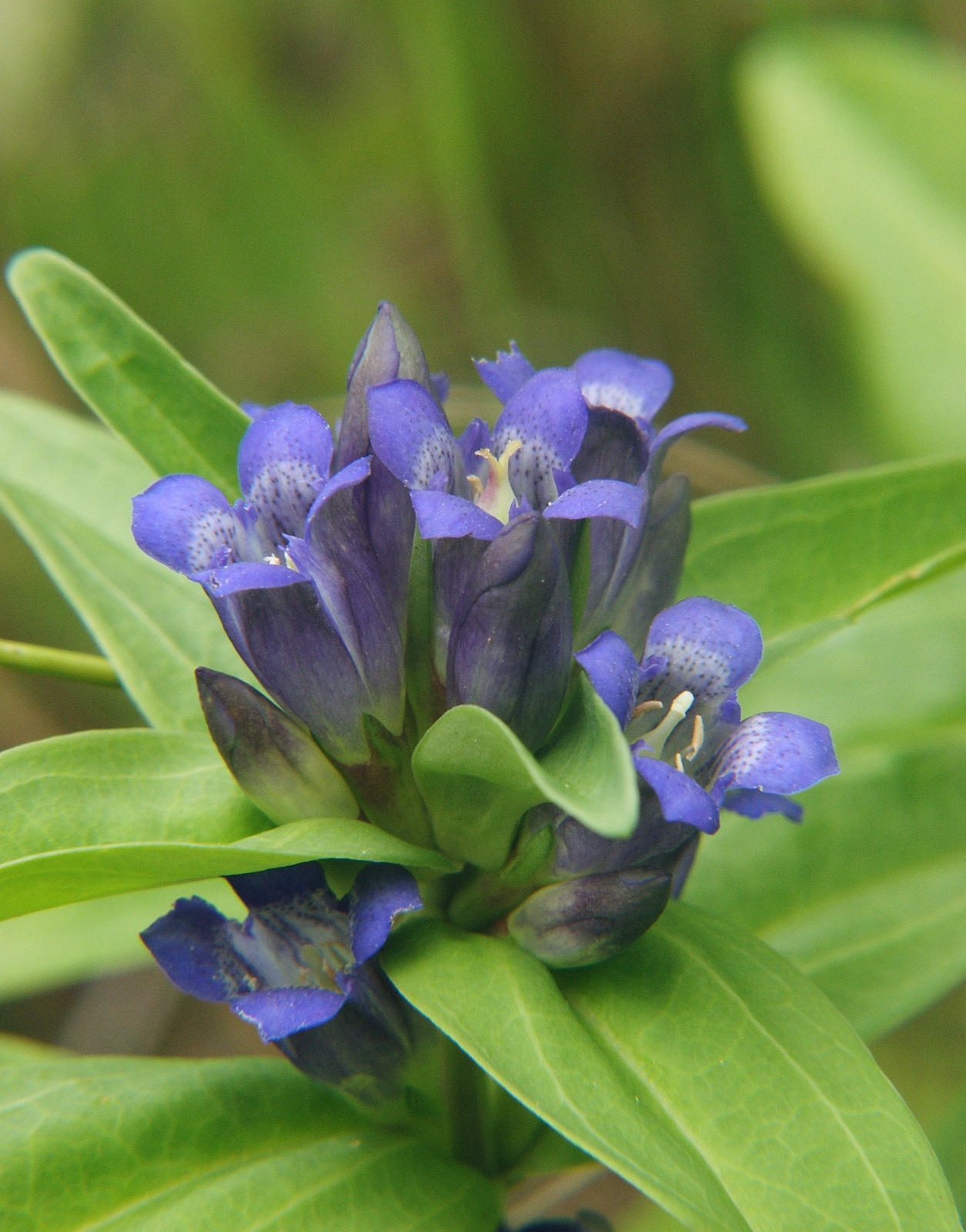
Gentiana cruciata

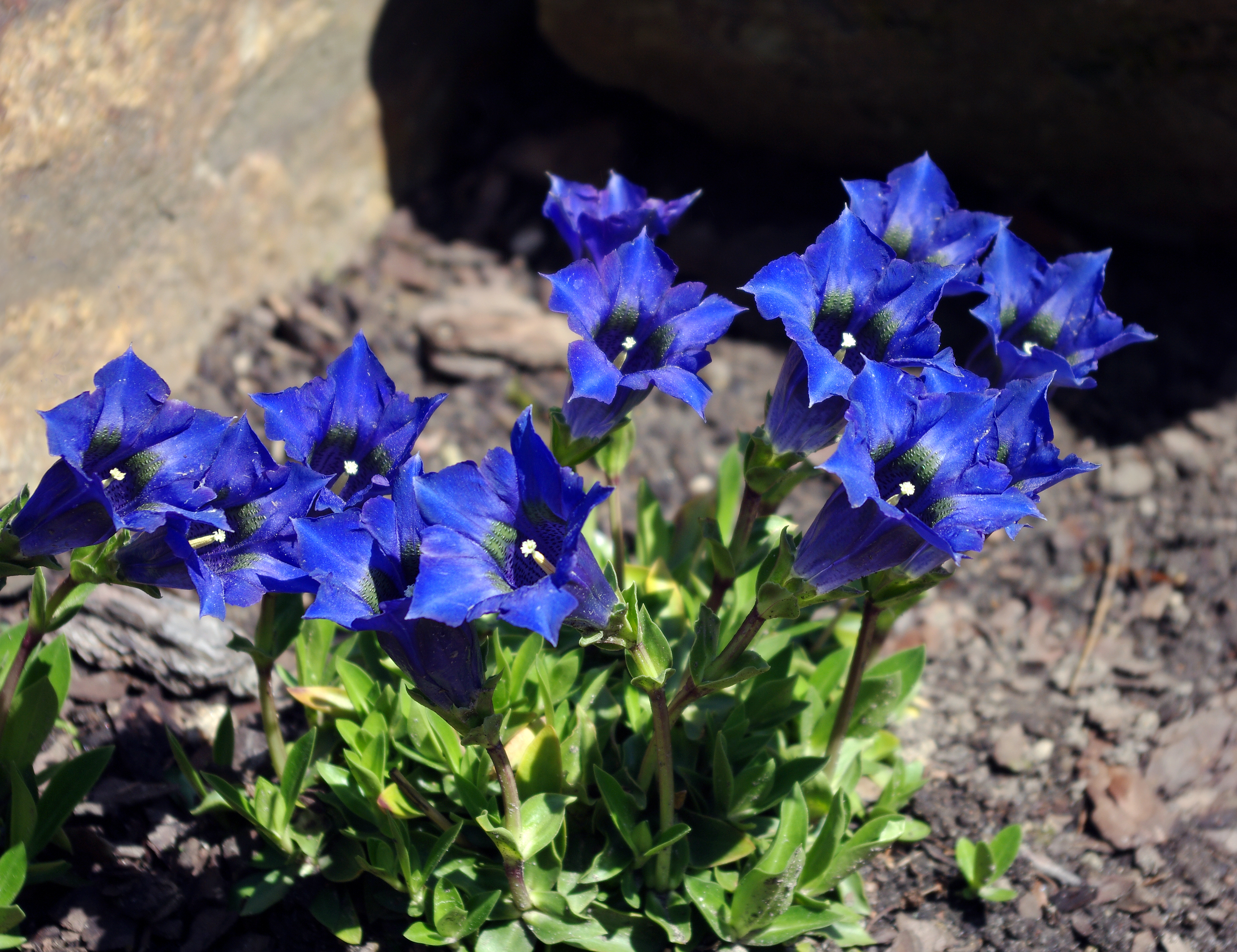
Gentiana dinarica

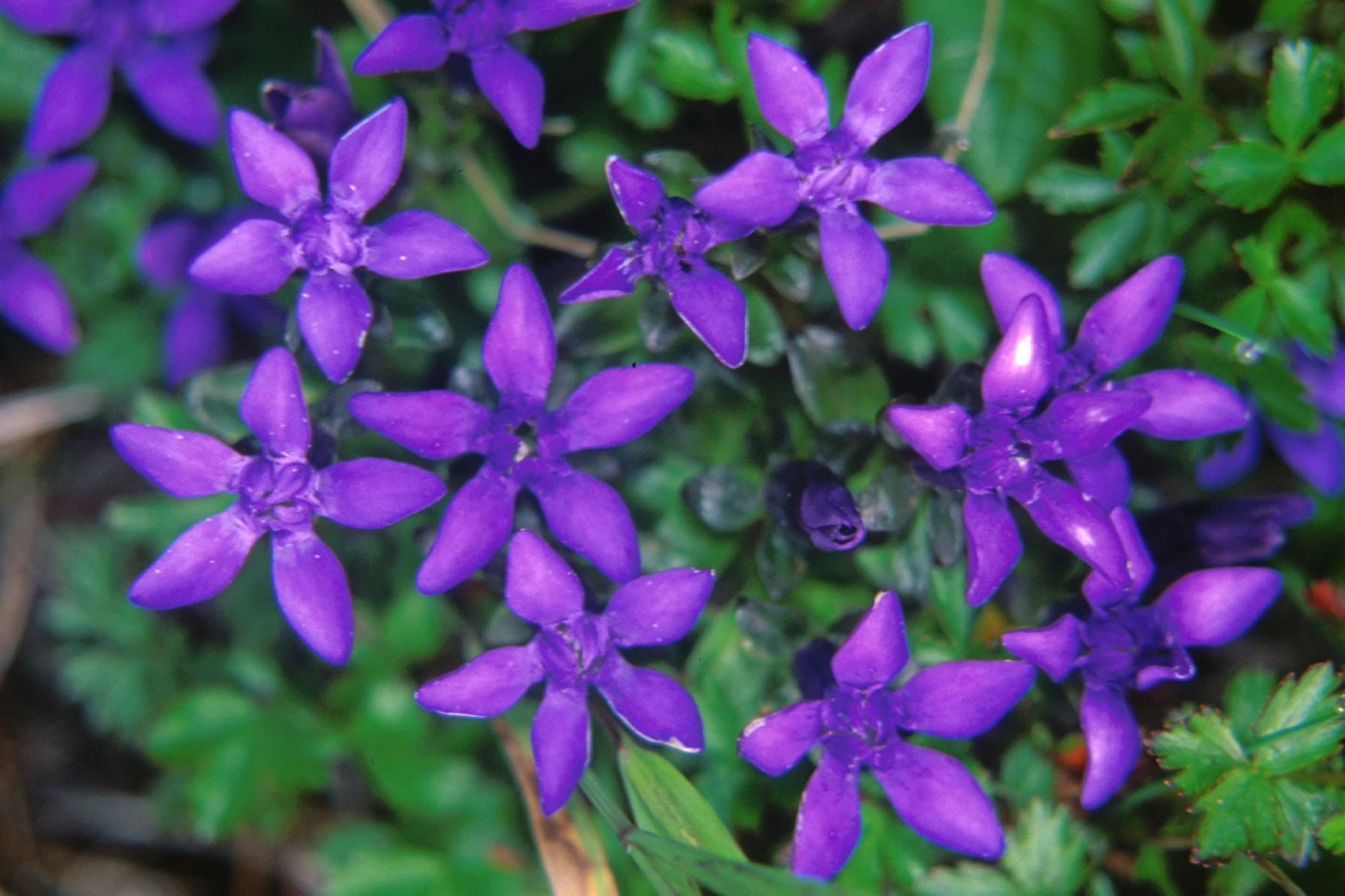
Gentiana jamesii

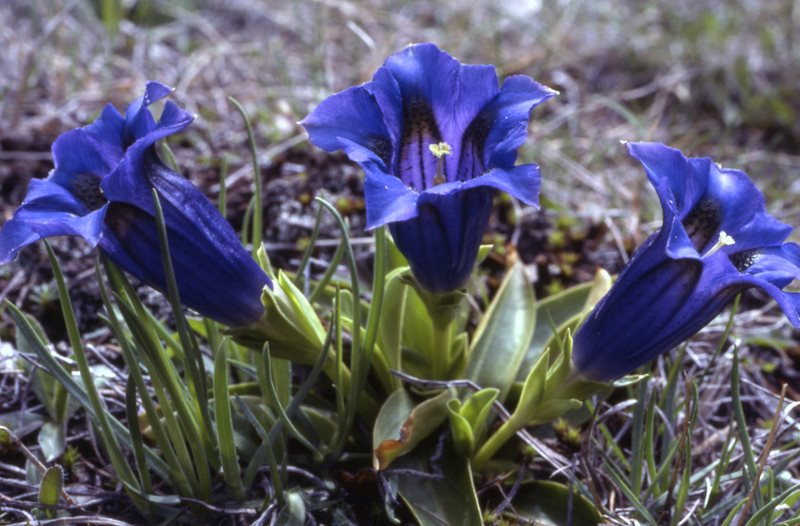
Gentiana kochiana

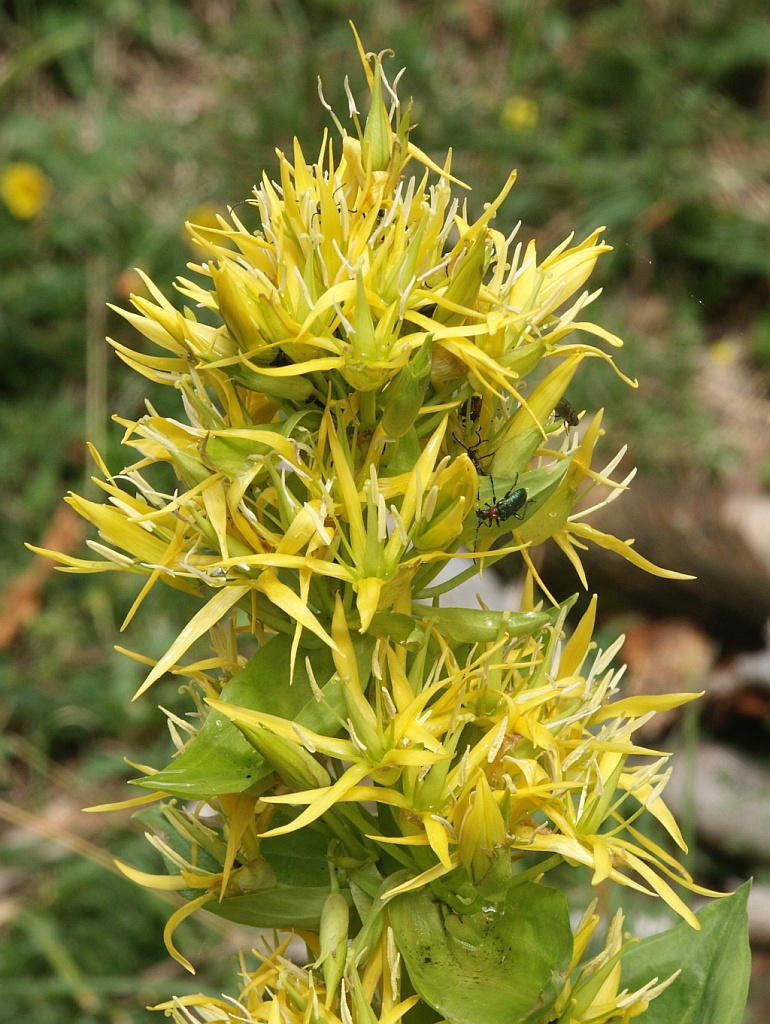
Gentiana lutea

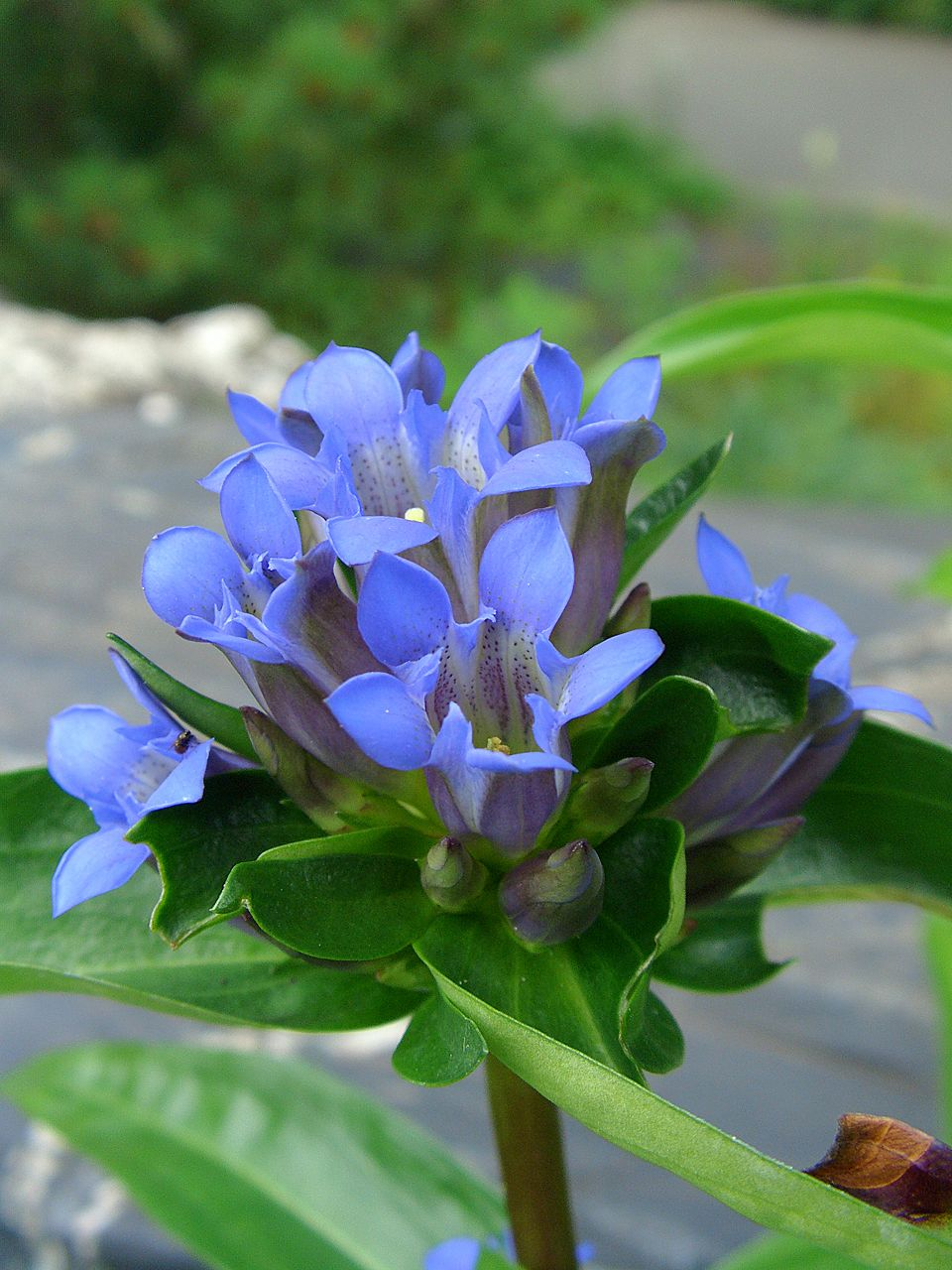
Gentiana macrophylla

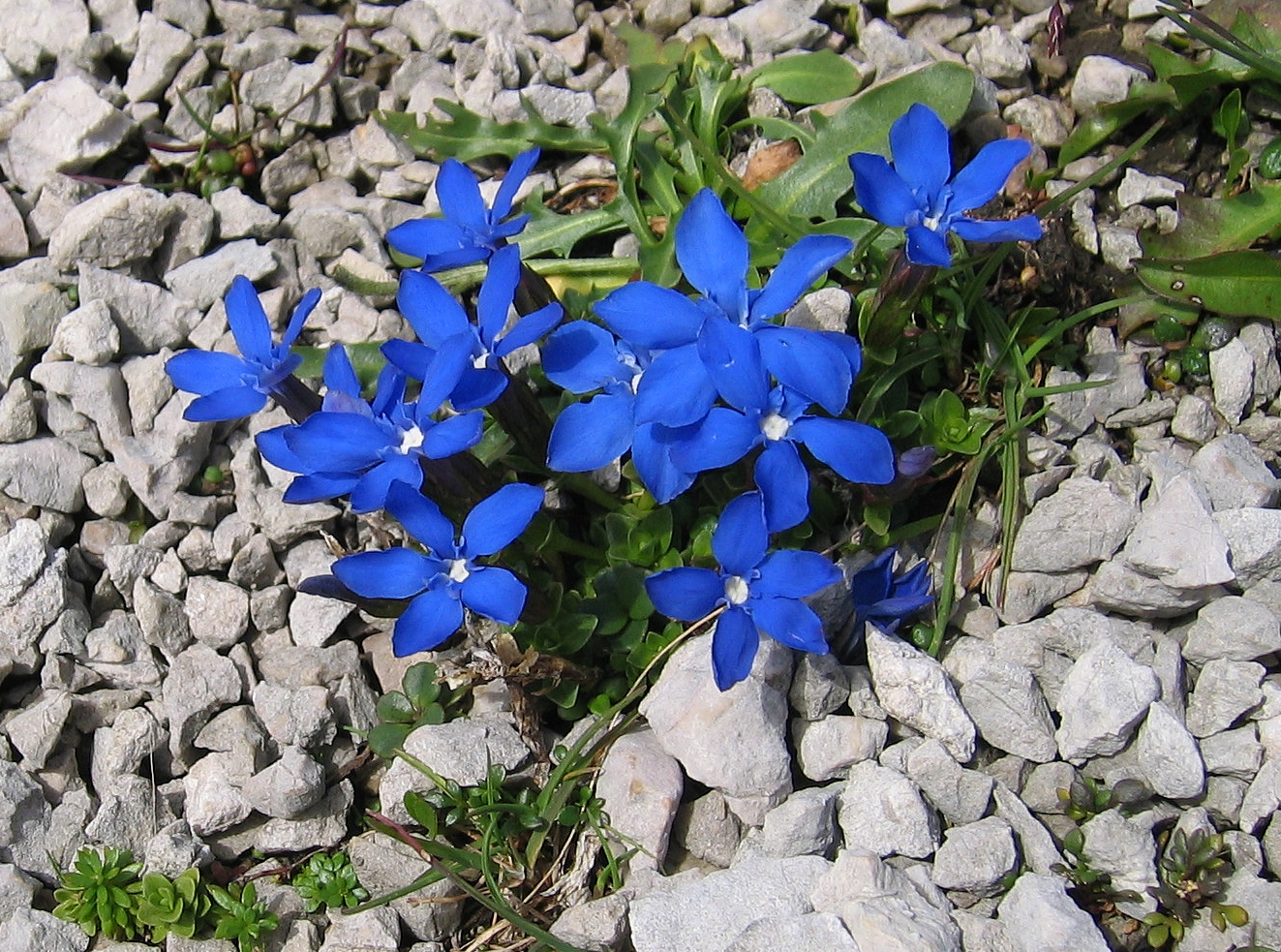
Gentiana orbicularis

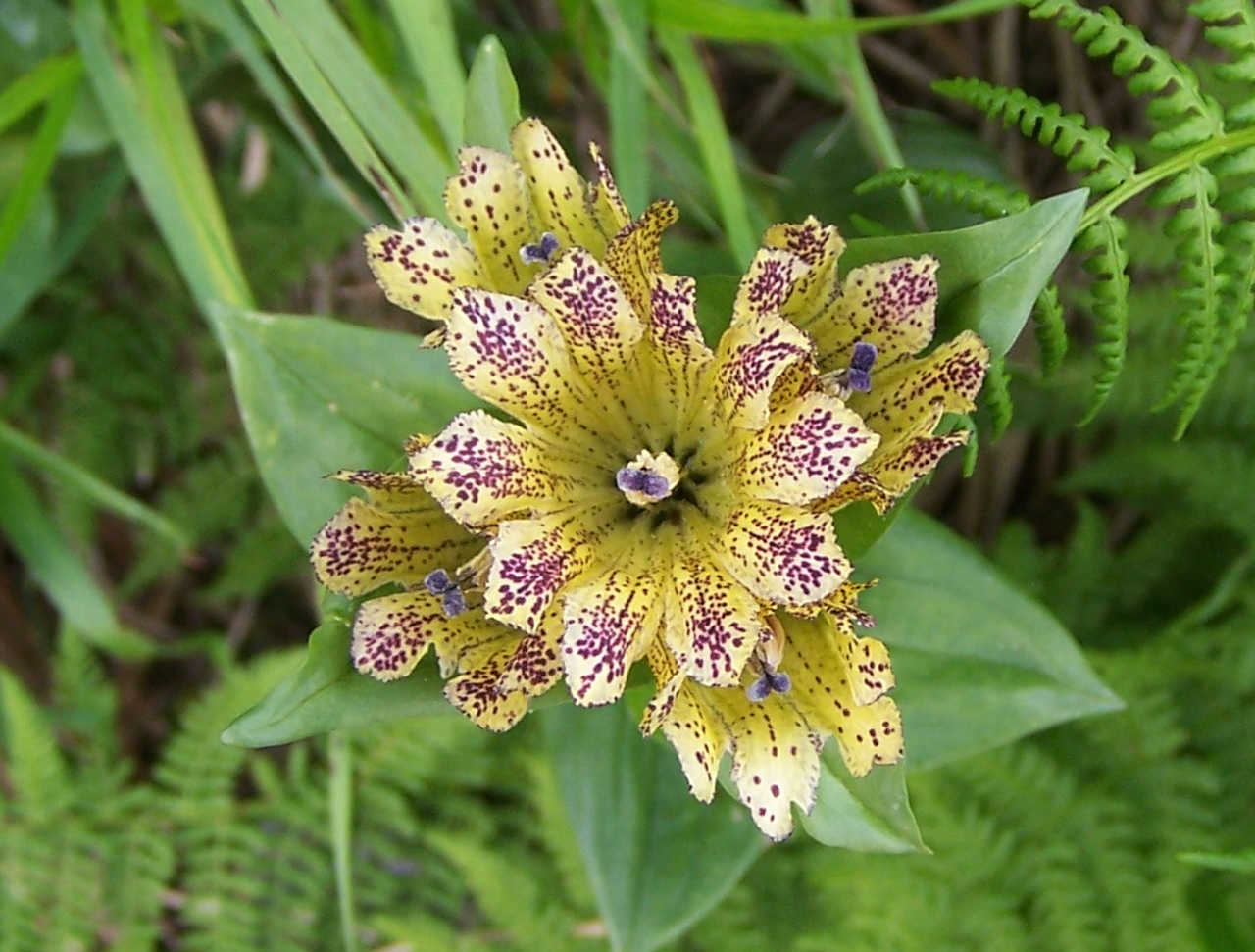
Gentiana punctata

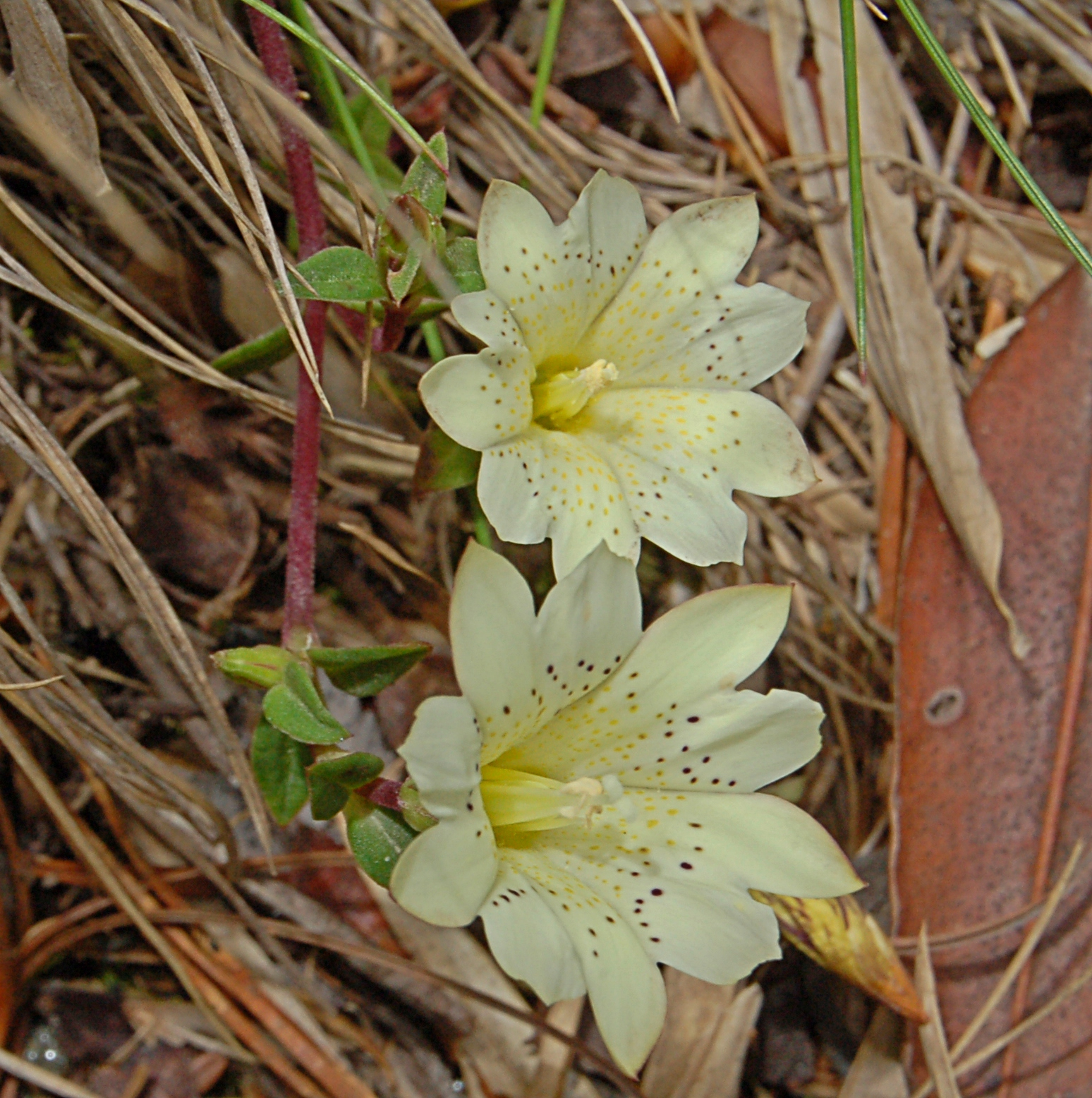
Gentiana scabrida

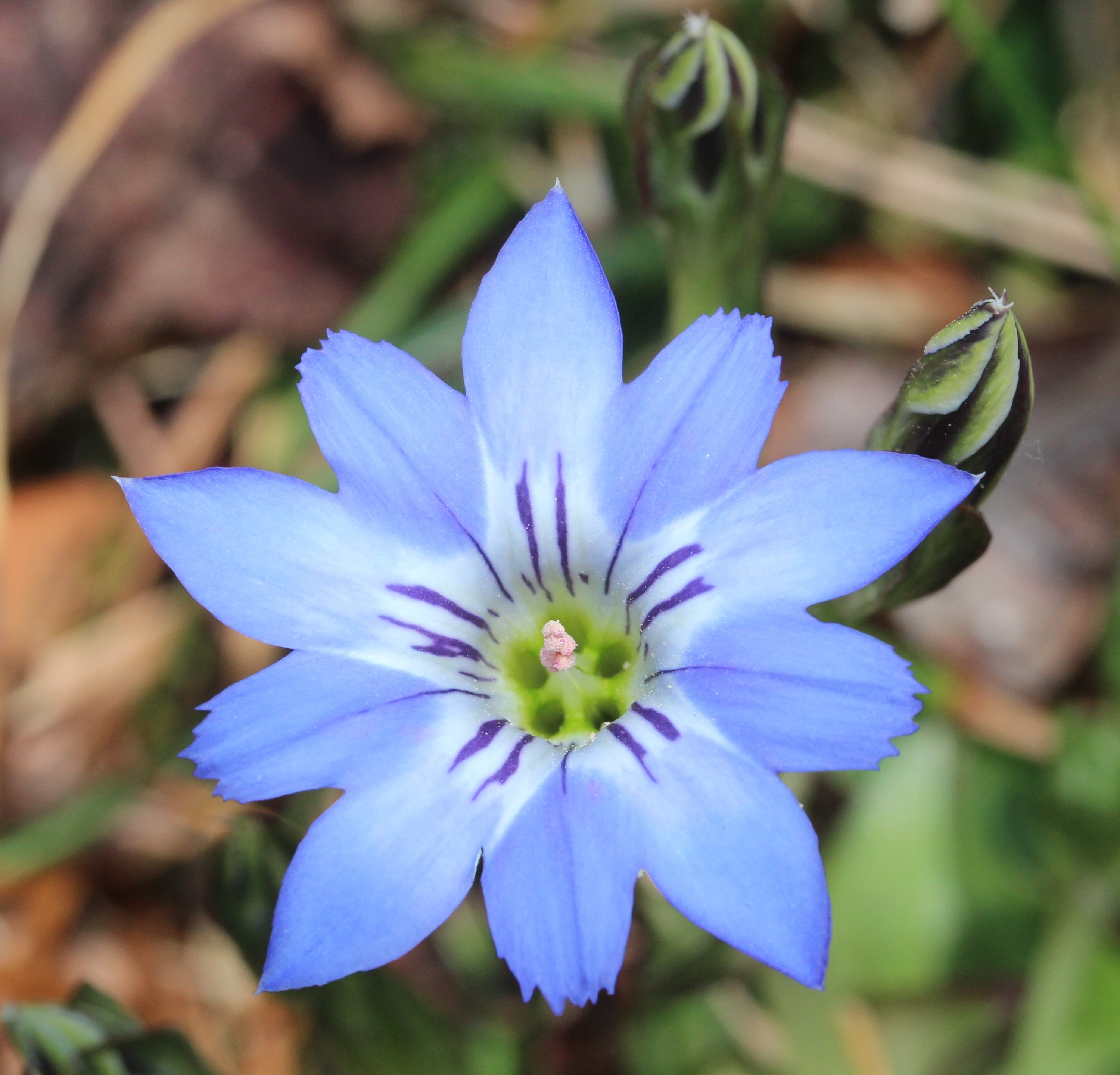
Gentiana thunbergii

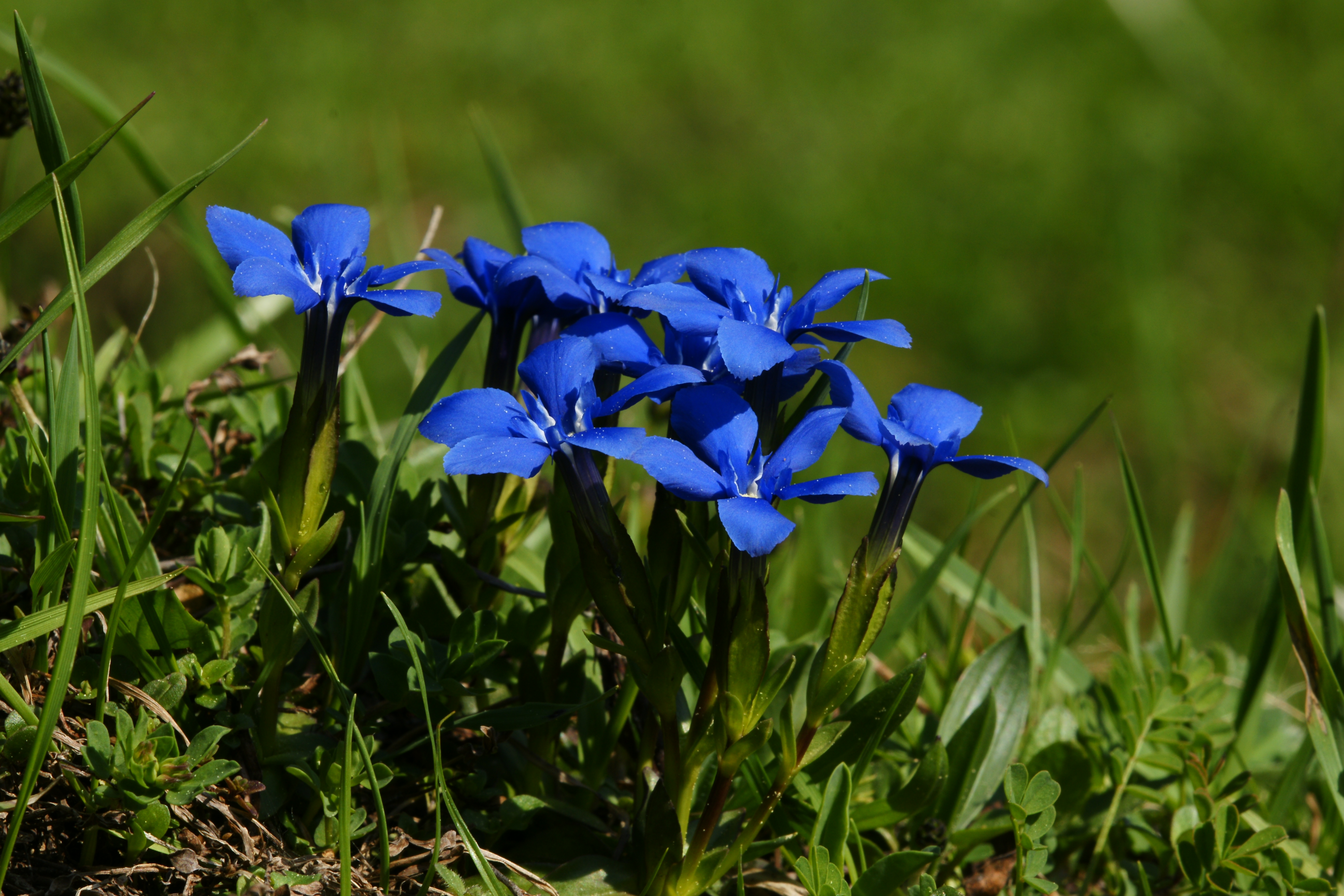
Gentiana verna

- Gentiana acaulis L. – goryczka Kocha
- Gentiana affinis Griseb.
- Gentiana alata T.N.Ho
- Gentiana alba Muhl. – goryczka biała
- Gentiana albicalyx Burkill
- Gentiana albomarginata C.Marquand
- Gentiana algida Pall.
- Gentiana alii (Omer & Qaiser) T.N.Ho
- Gentiana alpina Vill.
- Gentiana alsinoides Franch.
- Gentiana altigena Harry Sm.
- Gentiana altorum Harry Sm. ex C.Marquand
- Gentiana amplicrater Burkill
- Gentiana andrewsii Griseb.
- Gentiana angustifolia Vill. – goryczka jednokwiatowa
- Gentiana anisostemon C.Marquand
- Gentiana annaverae Pînzaru
- Gentiana aperta Maxim.
- Gentiana apiata N.E.Br.
- Gentiana aquatica L.
- Gentiana arenicola Kerr
- Gentiana arethusae Burkill
- Gentiana argentea (Royle ex D.Don) Royle ex D.Don
- Gentiana arisanensis Hayata
- Gentiana aristata Maxim.
- Gentiana asclepiadea L. – goryczka trojeściowa
- Gentiana asterocalyx Diels
- Gentiana atlantica Litard. & Maire
- Gentiana atuntsiensis W.W.Sm.
- Gentiana austromontana J.S.Pringle & Sharp
- Gentiana autumnalis L.
- Gentiana axilliflora Levl. & Vaniot
- Gentiana baeuerlenii L.G.Adams
- Gentiana bambuseti T.Y.Hsieh, T.C.Hsu, S.M.Ku & C.I Peng
- Gentiana bavarica L.
- Gentiana beamanii J.S.Pringle
- Gentiana bella Franch. ex Hemsl.
- Gentiana bicuspidata (G.Don) Briq.
- Gentiana boissieri Schott & Kotschy ex Boiss.
- Gentiana bokorensis Hul
- Gentiana borneensis Hook.f.
- Gentiana boryi Boiss.
- Gentiana brachyphylla Vill.
- Gentiana brentae Prosser & Bertolli
- Gentiana bryoides Burkill
- Gentiana burseri Lapeyr.
- Gentiana cachemirica Decne.
- Gentiana caelestis (C.Marquand) Harry Sm.
- Gentiana caeruleogrisea T.N.Ho
- Gentiana caliculata Lex.
- Gentiana calycosa Griseb.
- Gentiana capitata Buch.-Ham. ex D.Don
- Gentiana carinata (D.Don) Griseb.
- Gentiana carinicostata Wernham
- Gentiana caryophyllea Harry Sm.
- Gentiana catesbaei Walter
- Gentiana cephalantha Franch. ex Hemsl.
- Gentiana cephalodes Edgew.
- Gentiana chateri T.N.Ho
- Gentiana chinensis Kusn.
- Gentiana choanantha C.Marquand
- Gentiana chosenica Okuyama
- Gentiana chungtienensis C.Marquand
- Gentiana clarkei Kusn.
- Gentiana clausa Raf.
- Gentiana clusii Perr. & Songeon – goryczka krótkołodygowa
- Gentiana confertifolia C.Marquand
- Gentiana coronata (D.Don ex Royle) Griseb.
- Gentiana crassa Kurz
- Gentiana crassicaulis Duthie ex Burkill
- Gentiana crassula Harry Sm.
- Gentiana crassuloides Bureau & Franch.
- Gentiana cristata Harry Sm.
- Gentiana cruciata L. – goryczka krzyżowa
- Gentiana cruttwellii Harry Sm.
- Gentiana cuneibarba Harry Sm.
- Gentiana dahurica Fisch. – goryczka daurska
- Gentiana damyonensis C.Marquand
- Gentiana davidii Franch.
- Gentiana decemfida Buch.-Ham. ex D.Don
- Gentiana decora Pollard
- Gentiana decorata Diels
- Gentiana decumbens L.f.
- Gentiana delavayi Franch.
- Gentiana deltoidea Harry Sm.
- Gentiana dendrologi C.Marquand
- Gentiana densiflora T.N.Ho
- Gentiana depressa D.Don
- Gentiana dinarica Beck – goryczka dynarska
- Gentiana divaricata T.N.Ho
- Gentiana diversifolia Merr.
- Gentiana douglasiana Bong.
- Gentiana doxiongshangensis T.N.Ho
- Gentiana dschungarica Regel
- Gentiana duclouxii Franch.
- Gentiana durangensis Villarreal
- Gentiana ecaudata C.Marquand
- Gentiana elmeriana Halda
- Gentiana elwesii C.B.Clarke
- Gentiana emodi C.Marquand ex Sealy
- Gentiana ettingshausenii F.Muell.
- Gentiana exigua Harry Sm.
- Gentiana expansa Harry Sm.
- Gentiana faucipilosa Harry Sm.
- Gentiana fieldiana J.S.Pringle
- Gentiana filistyla Balf.f. & Forrest
- Gentiana flavomaculata Hayata
- Gentiana flexicaulis Harry Sm.
- Gentiana formosa Harry Sm.
- Gentiana forrestii C.Marquand
- Gentiana franchetiana Kusn.
- Gentiana fremontii Torr.
- Gentiana frigida Haenke – goryczka przezroczysta
- Gentiana froelichii Jan ex Rchb.
- Gentiana futtereri Diels & Gilg
- Gentiana gelida M.Bieb. – goryczka odporna
- Gentiana gentilis Franch.
- Gentiana georgei Diels
- Gentiana gilvostriata C.Marquand
- Gentiana glauca Pall.
- Gentiana grandiflora Laxm.
- Gentiana grata Harry Sm.
- Gentiana grumii Kusn.
- Gentiana gyirongensis T.N.Ho
- Gentiana handeliana Harry Sm.
- Gentiana haraldi-smithii Halda
- Gentiana harrowiana Diels
- Gentiana haynaldii Kanitz
- Gentiana heleonastes Harry Sm.
- Gentiana helophila Balf.f. & Forrest
- Gentiana hesseliana Hosseus
- Gentiana hexaphylla Maxim. ex Kusn.
- Gentiana himalayensis T.N.Ho
- Gentiana hirsuta Ma & E.W.Ma ex T.N.Ho
- Gentiana hohoxiliensis S.K.Wu & R.F.Huang
- Gentiana hooperi J.S.Pringle
- Gentiana hugelii Griseb.
- Gentiana huxleyi Kusn.
- Gentiana infelix C.B.Clarke
- Gentiana intricata C.Marquand
- Gentiana jamesii Hemsl.
- Gentiana jarmilae Halda
- Gentiana jingdongensis T.N.Ho
- Gentiana jouyana Hul
- Gentiana kaohsiungensis Chih H.Chen & J.C.Wang
- Gentiana kauffmanniana Regel & Schmalh.
- Gentiana khammouanensis Hul
- Gentiana kurroo Royle
- Gentiana kwangsiensis T.N. Ho
- Gentiana lacerulata Harry Sm.
- Gentiana laevigata M.Martens & Galeotti
- Gentiana langbianensis A.Chev. ex S.Hul
- Gentiana lateriflora Hemsl.
- Gentiana latidens (House) J.S.Pringle & Weakley
- Gentiana lawrencei Burkill
- Gentiana laxiflora T.N.Ho
- Gentiana leptoclada Balf.f. & Forrest
- Gentiana leroyana Hul
- Gentiana leucomelaena Maxim.
- Gentiana lhassica Burkill
- Gentiana liangshanensis Z.Y.Zhu
- Gentiana licentii Harry Sm.
- Gentiana ligustica R.Vilm. & Chopinet
- Gentiana linearis Froel.
- Gentiana lineolata Franch.
- Gentiana linoides Franch. ex Hemsl.
- Gentiana loerzingii Ridl.
- Gentiana longicollis G.L.Nesom
- Gentiana loureiroi (G.Don) Griseb.
- Gentiana lowryi Hul
- Gentiana lutea L. – goryczka żółta
- Gentiana lycopodioides Stapf
- Gentiana macgregoryi Hemsl.
- Gentiana macrophylla Pall. – goryczka wielkolistna
- Gentiana maeulchanensis Franch.
- Gentiana mairei H.Lév.
- Gentiana makinoi Kusn.
- Gentiana manshurica Kitag.
- Gentiana masonii T.N.Ho
- Gentiana meiantha (C.B.Clarke) Harry Sm.
- Gentiana melandriifolia Franch. ex Hemsl.
- Gentiana membranulifera T.N.Ho
- Gentiana micans C.B.Clarke
- Gentiana micantiformis Burkill
- Gentiana microdonta Franch. ex Hemsl.
- Gentiana microphyta Franch. ex Hemsl.
- Gentiana mirandae Paray
- Gentiana moniliformis C.Marquand
- Gentiana muscicola C.Marquand
- Gentiana myrioclada Franch.
- Gentiana namlaensis C.Marquand
- Gentiana nanobella C.Marquand
- Gentiana nerterifolia P.Royen
- Gentiana newberryi A.Gray – goryczka Newberryego
- Gentiana nipponica Maxim.
- Gentiana nivalis L. – goryczka śniegowa
- Gentiana nopscae (Jáv.) Wraber
- Gentiana nubigena Edgew.
- Gentiana nudicaulis Kurz
- Gentiana nyalamensis T.N.Ho
- Gentiana obconica T.N.Ho
- Gentiana occidentalis Jakow.
- Gentiana officinalis Harry Sm.
- Gentiana olgae Regel ex Schmalh.
- Gentiana oligophylla Harry Sm.
- Gentiana olivieri Griseb. – goryczka Oliviera
- Gentiana oreodoxa Harry Sm.
- Gentiana ornata (D.Don) Wall. ex Griseb.
- Gentiana oschtenica Woronow
- Gentiana otophora Franch. ex Hemsl.
- Gentiana otophoroides Harry Sm.
- Gentiana ovatiloba Kusn.
- Gentiana pachyphylla Merr.
- Gentiana pannonica Scop. – goryczka pannońska
- Gentiana panthaica Prain & Burkill
- Gentiana papillosa Franch.
- Gentiana paradoxa Albov
- Gentiana parryae C.Marquand
- Gentiana parryi Engelm. – goryczka Parryego
- Gentiana parvula Harry Sm.
- Gentiana pedata Harry Sm.
- Gentiana pedicellata (D.Don) Wall.
- Gentiana penetii (Litard. & Maire) Romo
- Gentiana perpusilla Brandegee
- Gentiana phyllocalyx C.B.Clarke
- Gentiana piasezkii Maxim.
- Gentiana picta Franch. ex Hemsl.
- Gentiana platypetala Griseb.
- Gentiana plurisetosa C.T.Mason
- Gentiana pneumonanthe L. – goryczka wąskolistna
- Gentiana praeclara C.Marquand
- Gentiana praticola Franch.
- Gentiana prattii Kusn.
- Gentiana primuliflora Franch.
- Gentiana producta T.N.Ho
- Gentiana prolata Balf.f.
- Gentiana prostrata Haenke
- Gentiana pseudosquarrosa Harry Sm.
- Gentiana pterocalyx Franch.
- Gentiana puberulenta J.S.Pringle
- Gentiana pubigera C.Marquand
- Gentiana pulvinarum W.W.Sm.
- Gentiana pumila Jacq.
- Gentiana pumilio Standl. & Steyerm.
- Gentiana punctata L. – goryczka kropkowana
- Gentiana purpurea L.
- Gentiana pyrenaica L. – goryczka pirenejska
- Gentiana qiujiangensis T.N.Ho
- Gentiana quadrifaria Blume
- Gentiana radiata C.Marquand
- Gentiana recurvata C.B.Clarke
- Gentiana rhodantha Franch. ex Hemsl.
- Gentiana riparia Kar. & Kir.
- Gentiana robusta King ex Hook.f.
- Gentiana rostanii Reut. ex Verlot
- Gentiana rubicunda Franch.
- Gentiana rubricaulis Schwein.
- Gentiana sagarmathae Miyam. & H.Ohba
- Gentiana saginifolia Wernham
- Gentiana saginoides Burkill
- Gentiana saltuum C.Marquand
- Gentiana saponaria L.
- Gentiana satsunanensis T.Yamaz.
- Gentiana scabra Bunge
- Gentiana scabrida Hayata
- Gentiana sceptrum Griseb.
- Gentiana sedifolia Kunth
- Gentiana septemfida Pall. – goryczka siedmiodzielna
- Gentiana serra Franch.
- Gentiana setigera A.Gray
- Gentiana shaanxiensis T.N.Ho
- Gentiana sierrae Briq.
- Gentiana sikkimensis C.B.Clarke
- Gentiana sikokiana Maxim.
- Gentiana simulatrix C.Marquand
- Gentiana sino-ornata Balf.f.
- Gentiana siphonantha Maxim. ex Kusn.
- Gentiana souliei Franch.
- Gentiana spathacea Kunth
- Gentiana spathulifolia Kusn.
- Gentiana spathulisepala T.N.Ho & S.W.Liu
- Gentiana squarrosa Ledeb.
- Gentiana stellata Turrill
- Gentiana stellulata Harry Sm.
- Gentiana stipitata Edgew.
- Gentiana stragulata Balf.f. & Forrest
- Gentiana straminea Maxim.
- Gentiana striata Maxim.
- Gentiana stylophora C.B.Clarke
- Gentiana suborbisepala C.Marquand
- Gentiana subpolytrichoides Grubov
- Gentiana subuliformis S.W.Liu
- Gentiana sumatrana Ridl.
- Gentiana susamyrensis Pachom.
- Gentiana sutchuenensis Franch. ex Hemsl.
- Gentiana szechenyii Kanitz
- Gentiana taiwanica T.N.Ho
- Gentiana takushii T.Yamaz.
- Gentiana taliensis Balf.f. & Forrest
- Gentiana tatsienensis Franch.
- Gentiana terglouensis Hacq.
- Gentiana ternifolia Franch.
- Gentiana tetraphylla Maxim. ex Kusn.
- Gentiana tetrasepala Biswas
- Gentiana tetrasticha C.Marquand
- Gentiana thunbergii (G.Don) Griseb.
- Gentiana tianschanica Rupr. ex Kusn. – goryczka tiańszańska
- Gentiana tibetica King ex Hook.f. – goryczka tybetańska
- Gentiana timida Kerr
- Gentiana tongolensis Franch.
- Gentiana tonkinensis Hul
- Gentiana trichotoma Kusn.
- Gentiana tricolor Diels & Gilg
- Gentiana triflora Pall. – goryczka trójkwiatowa
- Gentiana tubiflora (G.Don) Griseb.
- Gentiana uchiyamae Nakai
- Gentiana ulmeri Merr.
- Gentiana uniflora Georgi
- Gentiana urnula Harry Sm.
- Gentiana utriculosa L.
- Gentiana vandellioides Hemsl.
- Gentiana vandewateri Wernham
- Gentiana veitchiorum Hemsl.
- Gentiana venosa Hemsl.
- Gentiana venusta (G.Don) Wall. ex Griseb.
- Gentiana verna L. – goryczka wiosenna
- Gentiana vernayi C.Marquand
- Gentiana viatrix Harry Sm. ex C.Marquand
- Gentiana villifera H.W.Li ex T.N.Ho
- Gentiana villosa L.
- Gentiana waltonii Burkill
- Gentiana walujewii Regel & Schmalh.
- Gentiana wangchukii E.Aitken & D.G.Long
- Gentiana wardii W.W.Sm.
- Gentiana wasenensis C.Marquand
- Gentiana wilsonii C.Marquand
- Gentiana winchuanensis T.N.Ho
- Gentiana wingecarribiensis L.G.Adams
- Gentiana wootchuliana W.Paik
- Gentiana xanthonannos Harry Sm.
- Gentiana yakushimensis Makino
- Gentiana yokusai Burkill
- Gentiana yunnanensis Franch.
- Gentiana zekuensis T.N.Ho & S.W.Liu
- Gentiana zollingeri Fawc.

Mieszańce międzygatunkowe
- Gentiana × ambigua Hayek
- Gentiana × billingtonii Farw.
- Gentiana × charpentieri Thomas ex Hegetschw.
- Gentiana × curtisii J.S.Pringle
- Gentiana × digenea Jakow.
- Gentiana × gaudiniana Thomas ex W.D.J.Koch
- Gentiana × grandilacustris J.S.Pringle
- Gentiana × grisebachiana Rouy
- Gentiana × haengstii Hausm.
- Gentiana × hybrida Schleich. ex DC.
- Gentiana × marcailhouana Rouy
- Gentiana × marceli-jouseaui Halda
- Gentiana × media Arv.-Touv.
- Gentiana × pallidocyanea J.S.Pringle